# Himal Southasian
Himal Southasian (stylisé originellement : HIMĀL Southasian) est une revue trimestrielle fondée à Patan en 1987 par Kanak Dixit (en). Cette revue, publiée et éditée par l'association à but non lucratif The Southasia Trust, est une revue indépendante et non nationaliste qui publie des reportages, billets d'opinion, critiques, nouvelles, poèmes autour de la région de l'Asie du Sud, en anglais.
La revue cesse toute activité en novembre 2016.

## Éditorial
Himal Southasian définit l'Asie du Sud différemment de l'ensemble politique de pays typique : dans sa désignation, elle inclut l'Afghanistan, le Bangladesh, la Birmanie, le Bhutan, l'Inde, les Maldives, le Népal, le Pakistan, le Sri Lanka et la région autonome du Tibet.
La revue est publiée pour la première fois en 1987 de façon bimensuelle et sous le nom d' Himal. Le centre d'attention est alors la région himalayenne. Himal devient mensuel en 1996 sous son nom actuel et élargit son champ d'intérêt au reste de l'Asie du Sud.
La revue cherche à développer la diffusion de la culture de l'Asie du Sud ainsi qu'à promouvoir la compréhension et la coopération pacifique dans cette région.
Malgré son foyer principal régional, Himal Southasian a une portée mondiale et est diffusée dans toute l'Asie du Sud ainsi qu'aux États-Unis et en Europe.
En août 2016, la Southasia Trust annonce que Himal Southasian suspendra ses opérations et ne sera plus publiée à partir de novembre 2016.